# Alfred Gazda
Alfred Gazda (ur. 6 czerwca 1938 w Dąbrówce Wielkiej, obecnie dzielnicy Piekar Śląskich, zm. 26 stycznia 2012 w Bielsku-Białej) – polski piłkarz, grający na pozycji napastnika.

## Kariera
Wychowanek Polonii Bytom, jako junior przeniósł się w 1958 do Stali Mielec. W mieleckiej drużynie grał przez 10 lat i w tym czasie rozegrał 272 spotkania (38 w I lidze, 197 w II lidze, 26 w III lidze i 11 w Pucharze Polski) strzelając 30 bramek (analogicznie: 3, 23, 2, 2). Na swój ostatni sezon 1968/69 przeniósł się do Wisłoki Dębica.
Po zakończeniu kariery piłkarskiej został trenerem. W latach 1969–73 prowadził Kolbuszowiankę. W 1974 wrócił do Mielca, gdzie początkowo był koordynatorem szkolenia młodzieży, w latach 1975-77 był asystentem trenera Edmunda Zientary, a po jego odejściu wiosną 1977 poprowadził Stal w 8 spotkaniach jako I trener. Po tym epizodzie opuścił Mielec i prowadził jeszcze BKS Bielsko w sezonie 1977/78, Walcownię Czechowice-Dziedzice, Polam Czechowice w latach 1979-85, LKS Zabrzeg w latach 1985-90, ponownie Walcownię Czechowice-Dziedzice w latach 1992-94, Koszarawę Żywiec w latach 1995-96, Zaporę Wapienica w 1999, i ponownie BKS Bielsko w 2000.